# Quartinia minima
Quartinia minima är en stekelart som beskrevs av Schulthess 1932. Quartinia minima ingår i släktet Quartinia och familjen Masaridae. Inga underarter finns listade i Catalogue of Life.